# James Peale

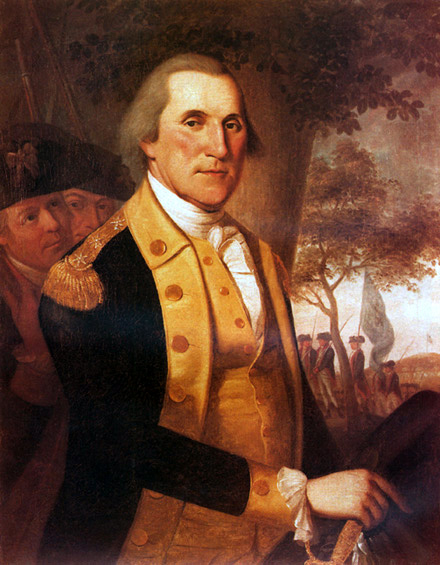
George Washington, ok. 1787–1790, United States Army Center of Military History

James Peale (ur. 1749 w Chestertown, stan Maryland, Stany Zjednoczone, zm. 24 maja 1831 w Filadelfii) – amerykański malarz, młodszy brat malarza Charlesa Willsona Peale’a,
Najbardziej znany jako malarz miniatur portretowych i martwych natur z owocami. Malował również portrety olejne, obrazy historyczne i pejzaże. Namalował ponad 200 akwarelowych miniatur na kości słoniowej, przypuszczalnie 100 martwych natur, blisko 70 portretów i co najmniej 8 obrazów o treści historycznej, nieznana jest natomiast liczba namalowanych przez niego pejzaży. Peale rozpoczął karierę malarską w Annapolis, przerywając ją tylko na 3 lata z powodu służby wojskowej w czasie rewolucji amerykańskiej. Od 1779 roku pracował w Filadelfii rozwijając głównie klasycystyczne podejście do malarstwa, choć jego późne pejzaże wskazują na zainteresowanie romantyzmem. Jego córki Anna, Margaretta i Sarah również uprawiały malarstwo.

## Życiorys
James Peale był synem Charlesa Peale’a (1709–1750),nauczyciela w Kent County School w Chestertown i Margaret Triggs Peale (1709–1791). Charles Peale zmarł, gdy James był małym dzieckiem. Po śmierci ojca rodzina przeniosła się do Annapolis, gdzie James pod okiem  starszego brata Charlesa uczył się, najpierw na rymarza, a następnie na malarza. Sam Charles ukończył naukę zawodu rymarza w roku 1762. James nie podjął jednak działalności w tym zawodzie. W 1765 roku uczył się stolarstwa, a około 1769 roku, ponownie malarstwa u brata, gdy ten powrócił do Annapolis po dwuletnich studiach w Londynie, odbywanych pod kierunkiem Benjamina Westa. James wykorzystywał swoje umiejętności stolarskie wykonując ramy do obrazów brata, który w zamian udzielał mu lekcji rysunku i malarstwa. James pracował w Annapolis aż do 14 stycznia 1776 roku, kiedy wstąpił do Armii Kontynentalnej. Wkrótce dorobił się stopnia kapitana. W ciągu kolejnych 3 lat walczył w kilku bitwach: na Long Island, pod White Plains i pod Princeton. Mimo że otrzymał osobisty list od George’a Washingtona z prośbą o pozostanie w służbie, w czerwcu 1779 roku zwolnił się i przeniósł się do Filadelfii dołączając do brata, który również przeprowadził się tam z żoną i rodziną. James wznowił pracę w studio brata. W Filadelfii pracował aż do śmierci. Został członkiem stowarzyszenia weteranów wojennych Society of Cincinnati. Nienaganna służba wojskowa Jamesa przyczyniła się do wzrostu zleceń na portrety, a także stała się pretekstem do namalowania obrazów o tematyce historycznej.

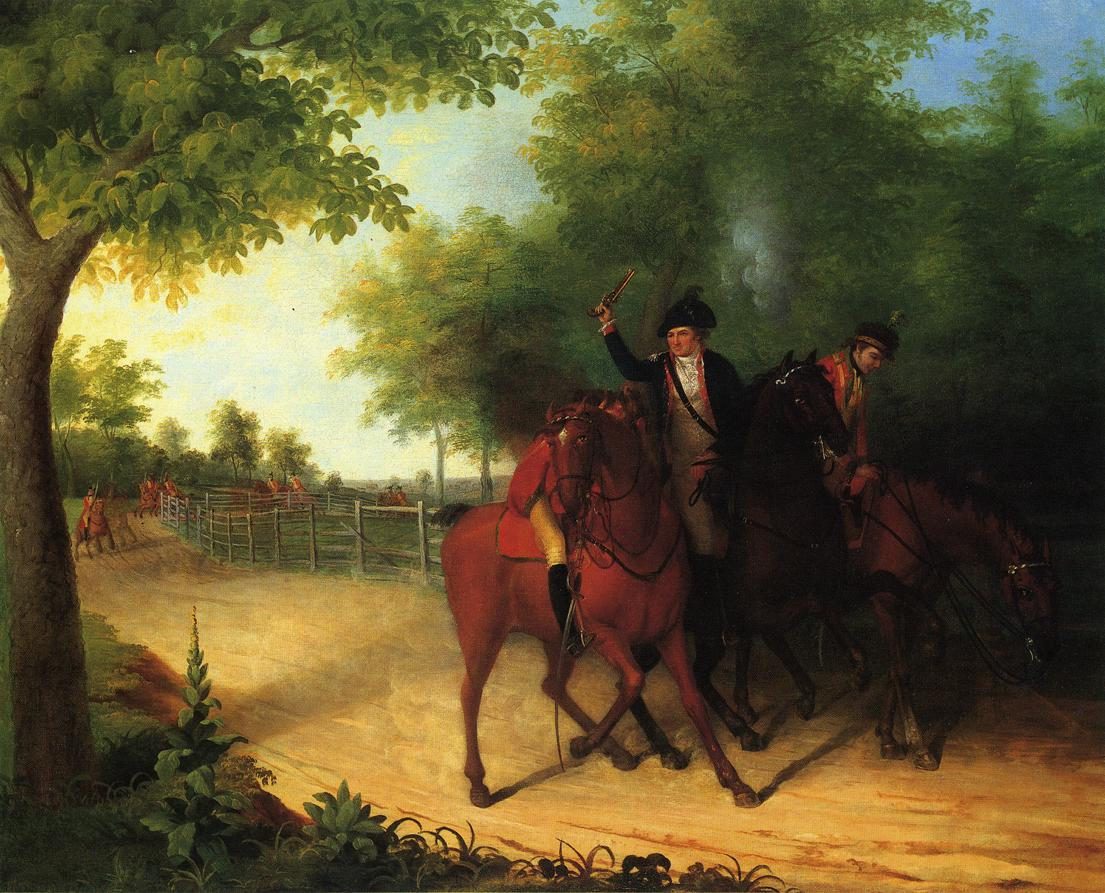
Zasadzka kapitana Allana McLane’a, 1803, Utah Museum of Fine Arts

Dała mu również prawo do renty w późniejszym okresie życia, kiedy stan jego zdrowia zaczął się pogarszać. Tematyka kilku obrazów historycznych Jamesa Peale (Generałowie pod Yorktown, Atak Petera Parkera na Fort Moultrie) została zaczerpnięta z wydarzeń rewolucji  amerykańskiej. Najbardziej udany obraz historyczny Peale’a, rozpoczęty w 1803 roku, Zasadzka kapitana Allana McLane’a ukazuje tytułowego oficera odpierającego atak dwóch brytyjskich dragonów. Przed namalowaniem obrazu Peale przygotował kilka wstępnych szkiców, a jako temat wykorzystał epizod zapisany we własnym dzienniku żołnierskim. Choć akcja walczącego na pierwszym planie McLane’a jest przekonująca, to inne postacie wydają się zbyt statyczne; większe sukcesy w dziedzinie malarstwa historycznego odniósł bratanek artysty, Rembrandt Peale.
James Peale mieszkał z bratem do roku 1782, kiedy (14 listopada) ożenił się z Mary Claypoole (1753–1828), córką Jamesa Claypoole'a i Mary Chambers.  Jednak nawet po założeniu rodziny pomagał bratu. Pracując razem wykonali paradne platformy dla uroczystego pochodu, jaki odbył się w Filadelfii w 1788 roku dla upamiętnienia nowo przyjętej Konstytucji Stanów Zjednoczonych.

### Miniatury portretowe i portrety

Charles Willson Peale, James Peale, 1822, Detroit Institute of Arts

James Peale namalował ponad 200 akwarelowych miniatur na kości słoniowej, przypuszczalnie 100 martwych natur, blisko 70 portretów i co najmniej 8 obrazów o treści historycznej, oraz pejzaże, których liczba pozostaje nieznana. Z biegiem lat zdobył sobie pozycję utalentowanego malarza miniatur portretowych, które stały się podstawą jego dalszej kariery. O jego umiejętnościach w tej dziedzinie świadczy delikatny portret szwagierki, Rachel Brewer Peale (Mrs. Charles Willson Peale, ok. 1769, Metropolitan Museum of Art). W 1786 obaj bracia podjęli decyzję o podziale ról, jeśli chodzi o malarstwo portretowe: James miał specjalizować się w miniaturach, a Charles w obrazach olejnych.
Około 1795 roku James Peale wypracował własny, specyficzny, styl, który określały żywe kolory, łukowato wygięte usta, delikatne włosy i charakterystyczna dbałość o szczegóły.
Przykładem dojrzałego stylu Jamesa Peale’a jest Thomas Cumpston. Artysta namalował przynajmniej dwa miniaturowe autoportrety, jeden w 1788 (kolekcja prywatna), a drugi w latach 1810–15 (R.W. Norton Art Gallery, Shreveport). Charles Willson Peale natomiast przedstawił Jamesa malującego miniaturowy portret Rachel Brewer (ok. 1795, Mead Art Museum, Amherst College, Amherst, Massachusetts) i ponownie pod koniec życia, oglądającego miniaturę przy świetle lampy (1822, Detroit Institute of Arts). James Peale kontynuował malowanie miniatur do około 1820 roku, dopóki nie pogorszył mu się wzrok. James Peale był również utalentowanym malarzem portretów olejnych. Na obrazie Artysta i jego rodzina przedstawił siebie, żonę i pięcioro dzieci, umiejętnie łącząc tu zręczność portrecisty z zainteresowaniem pejzażem i nadając swemu dziełu charakter conversation pieces, popularny w Londynie w połowie XVIII wieku. James Peale wypracował wzór portretu w stylu klasycznym, widoczny w takich obrazach, jak Madame Dubocq i jej dzieci (1807, J.B. Speed Art Museum, Louisville ). Obrazem tym, przedstawiającym Marie Françoise Trochon de Lorriére Dubocq i jej dzieci James Peale ustalił swoją pozycję malarza portretowego w Filadelfii.

#### Miniatury portretowe – akwarele na kości słoniowej

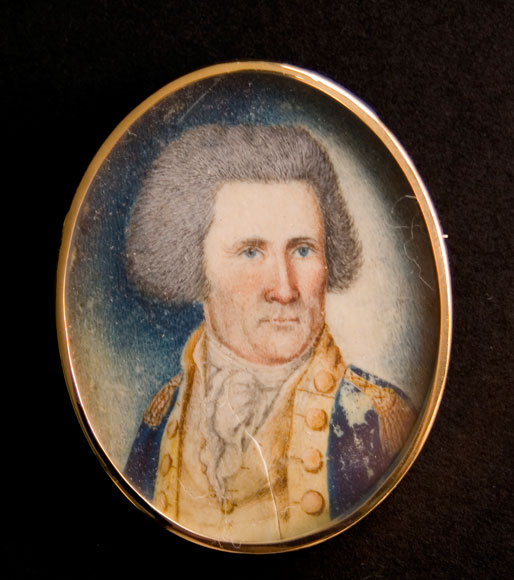
Portret Johna Seviera (1745–1815), rok ?, kolekcja ?
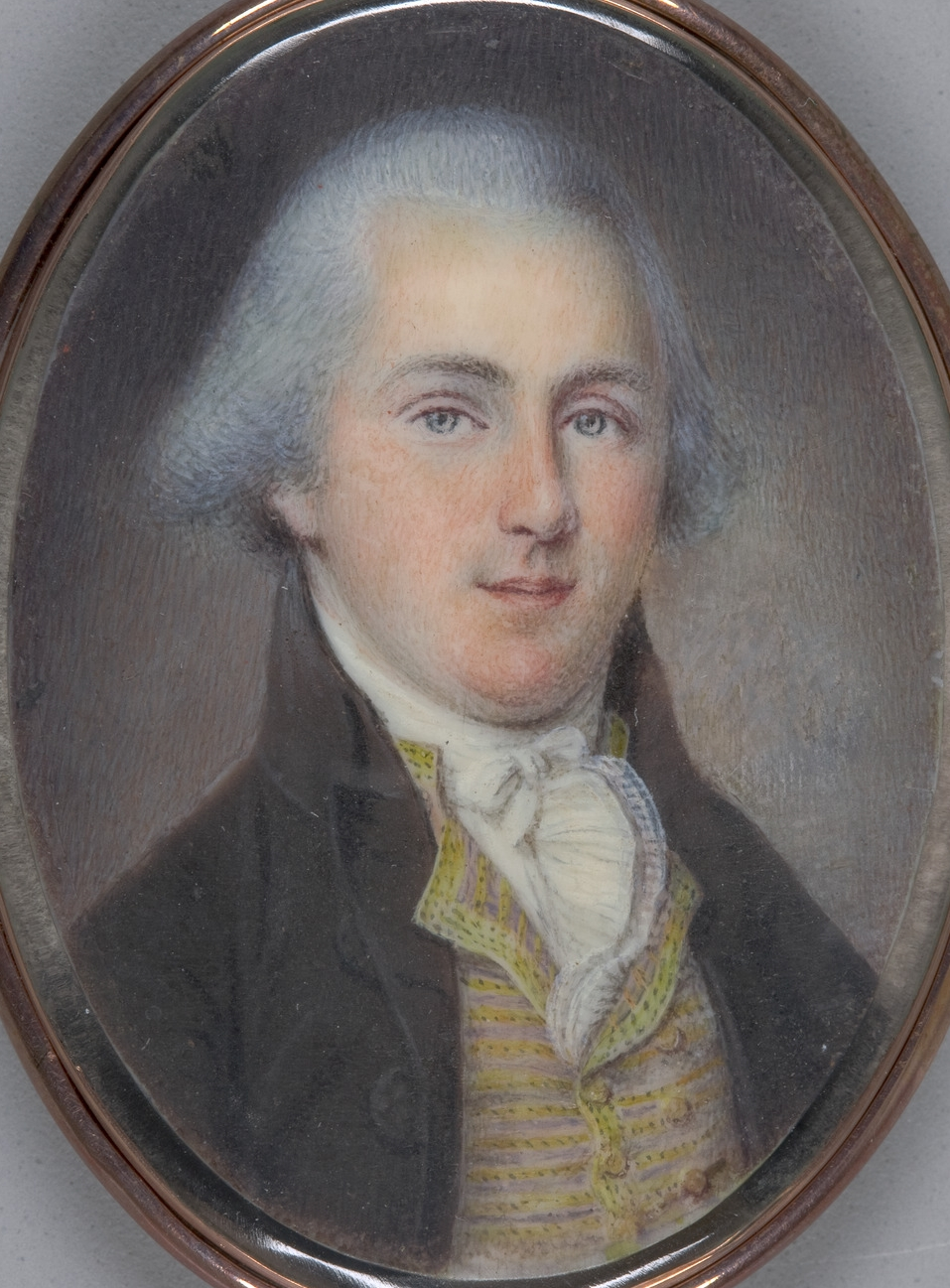
Gentleman (przypuszczalnie Robert Goldsborough (1740–1798), ok. 1790, Yale University Art Gallery
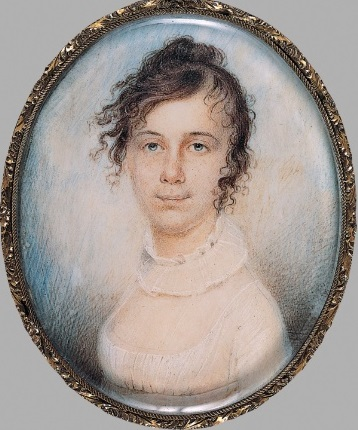
Anna Claypoole Peale, ok. 1805, Cincinnati Art Museum
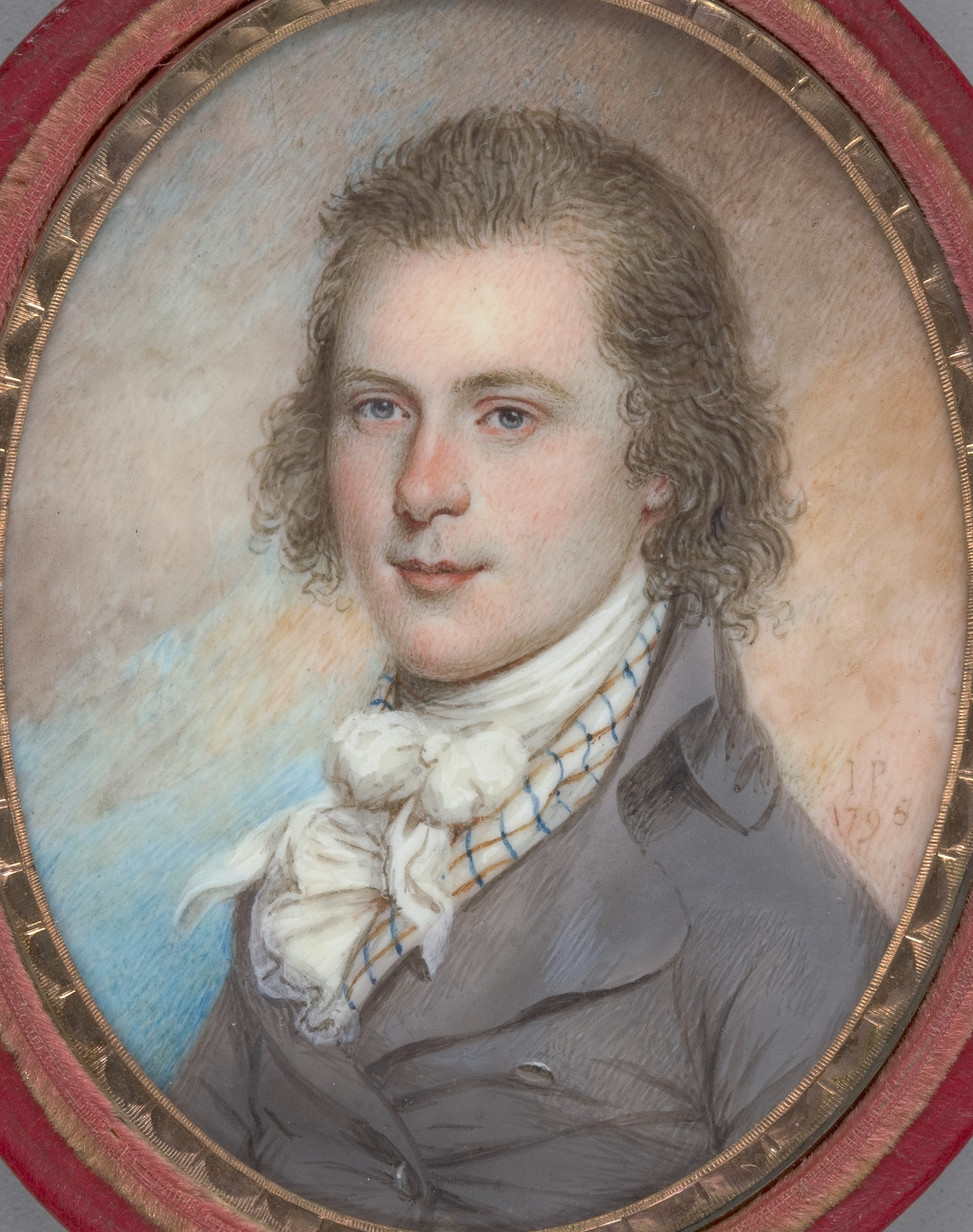
Portret Rembrandta Peale’a, 1795, Yale University Art Gallery
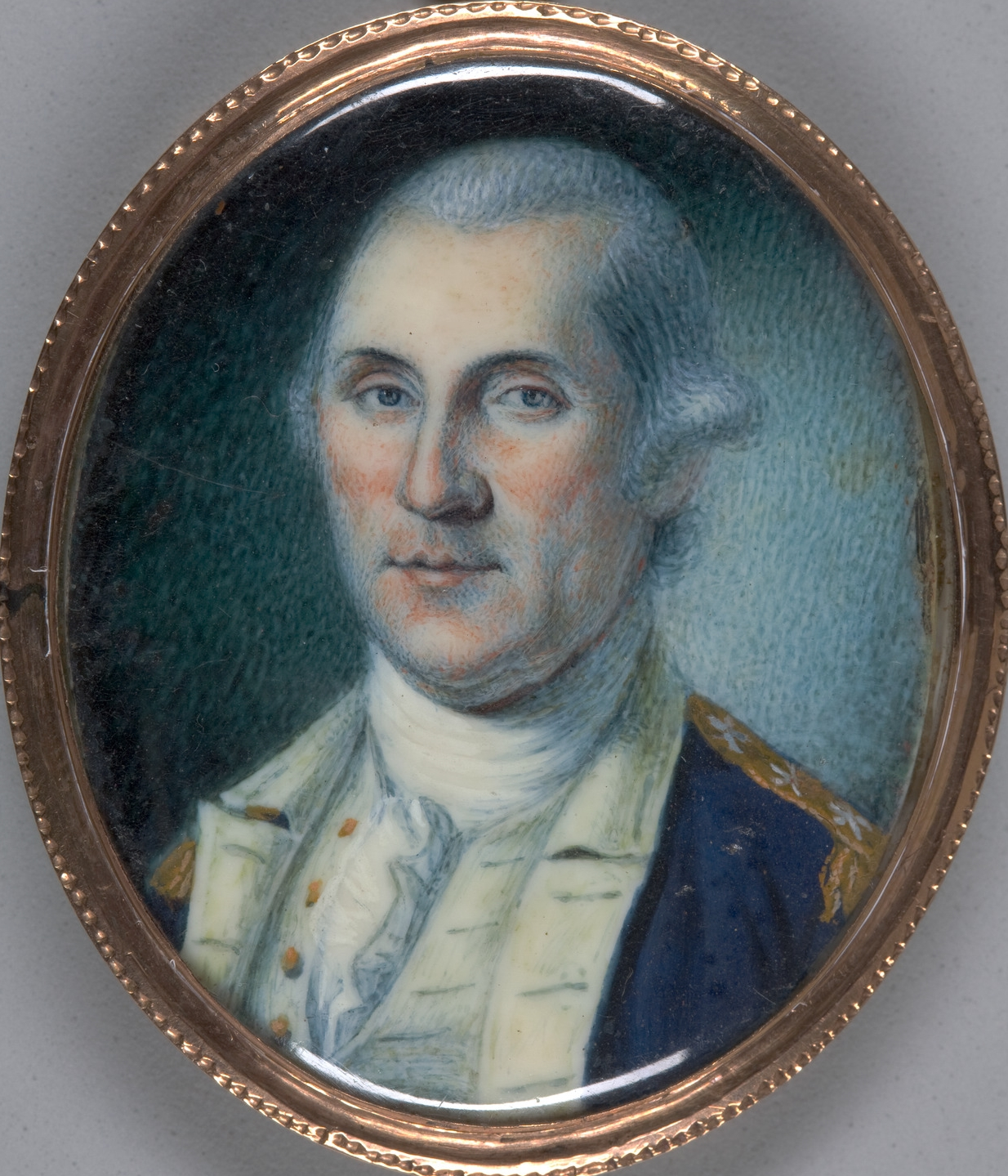
George Washington, ok. 1785, Yale University Art Gallery

#### Portrety i portrety grupowe

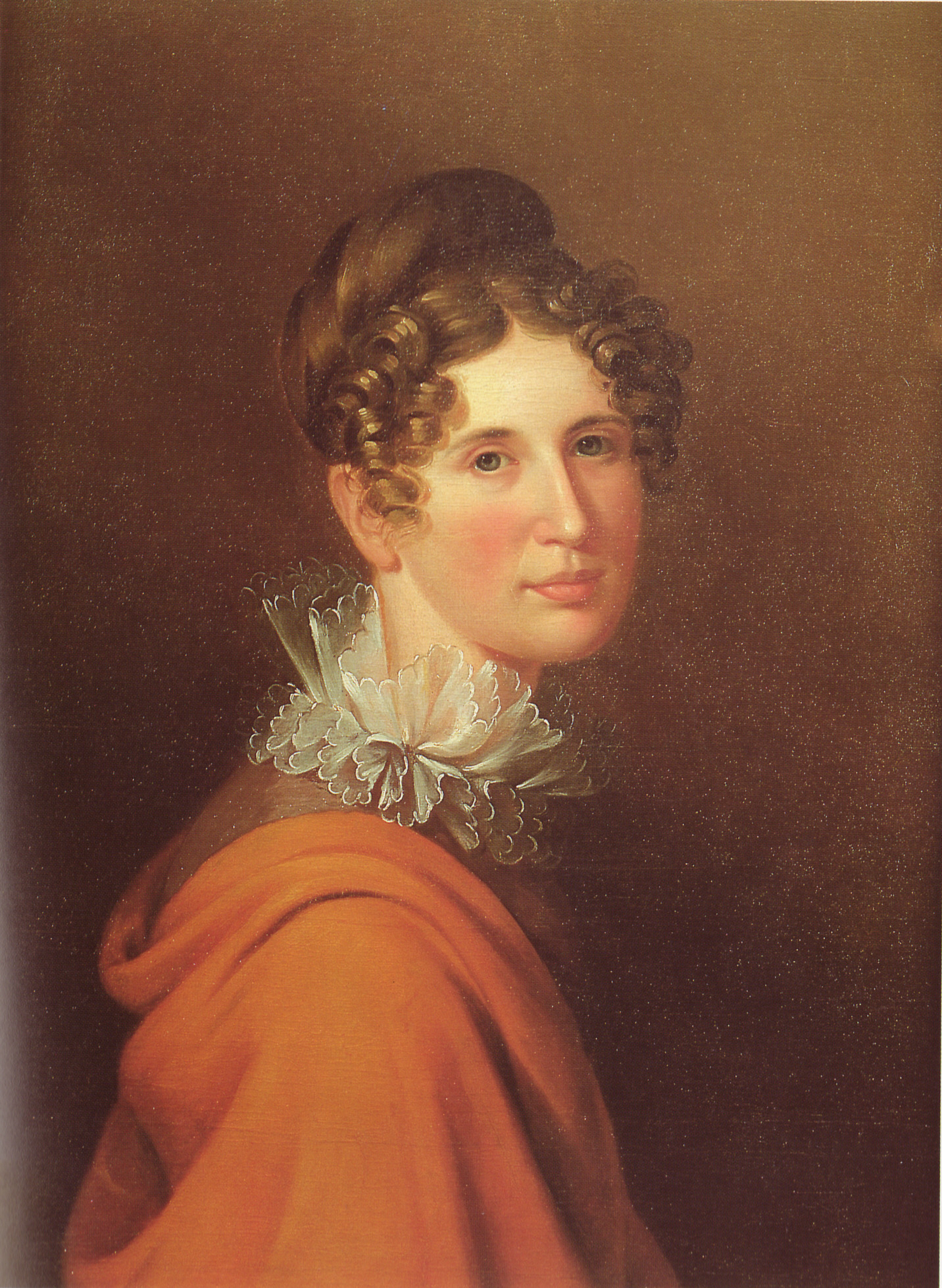
Portret Margaretty Peale
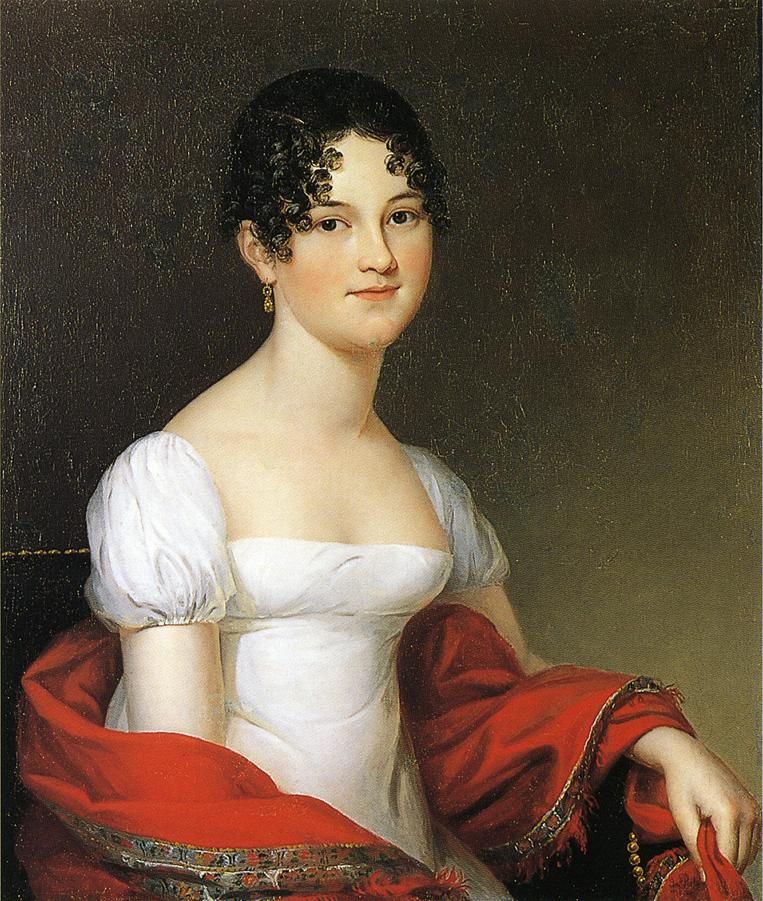
Anna Sophia Alexander Robertson, 1816, kolekcja prywatna
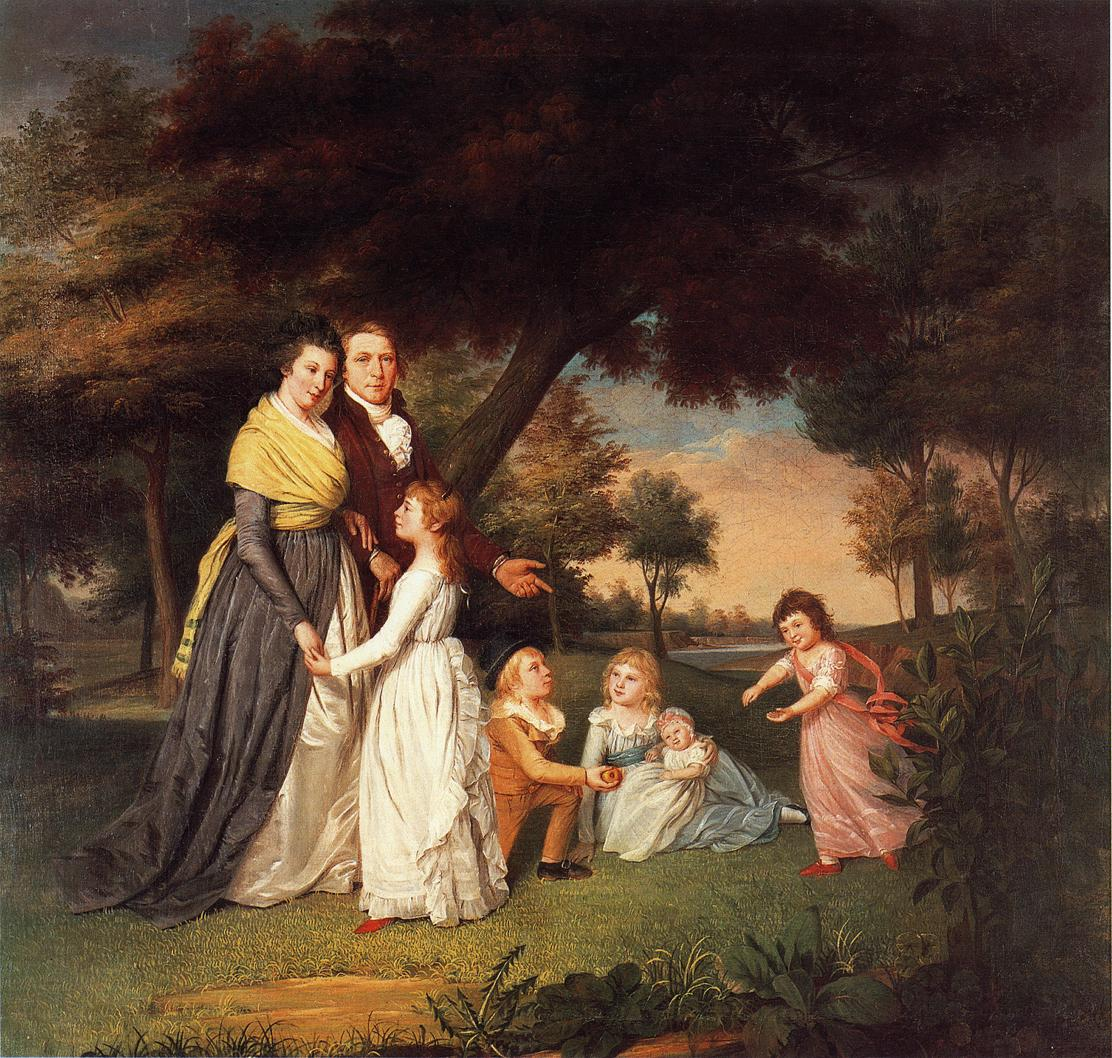
Artysta i jego rodzina, 1795, Pennsylvania Academy of the Fine Arts
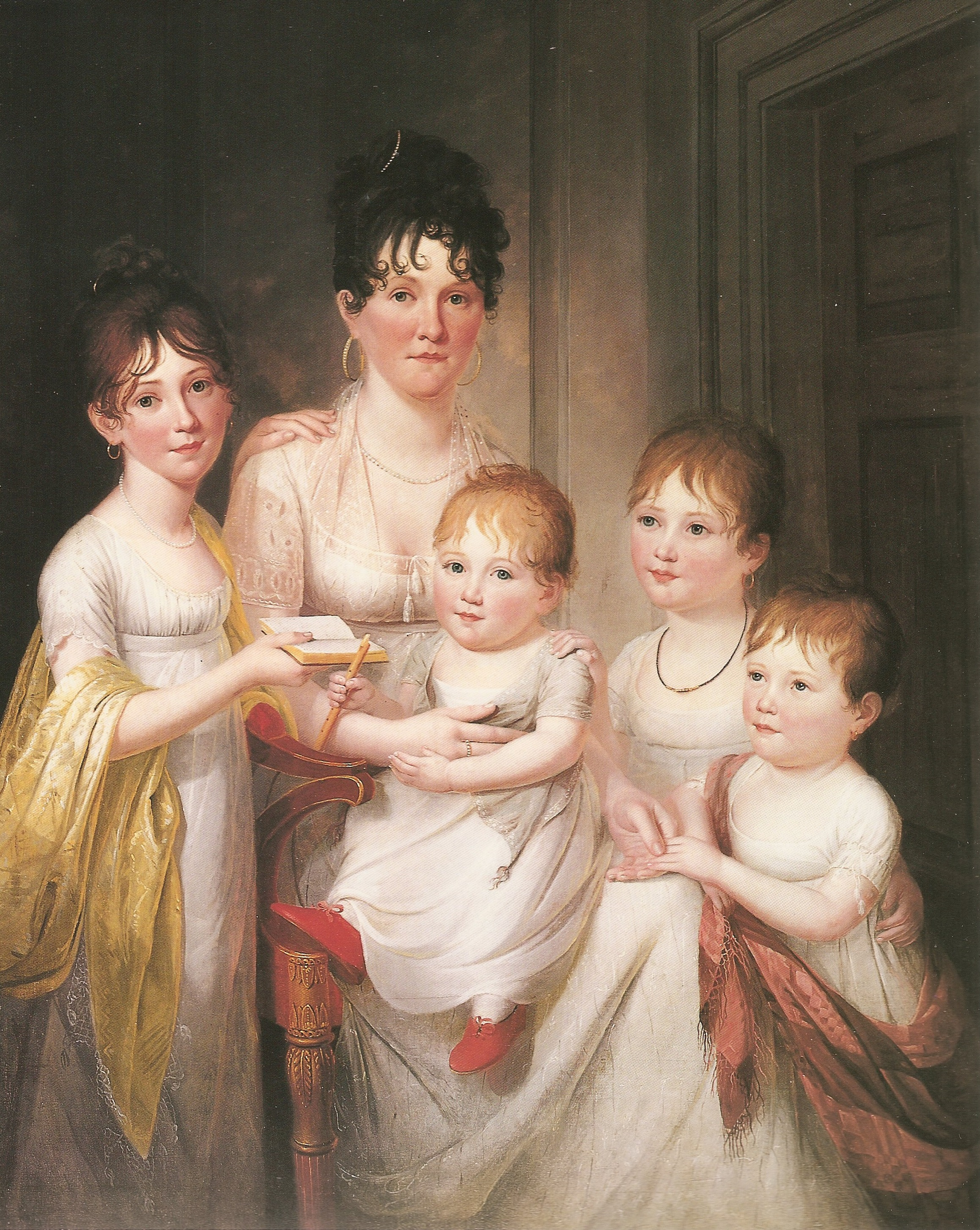
Madame Dubocq i jej dzieci, 1807, Speed Art Museum
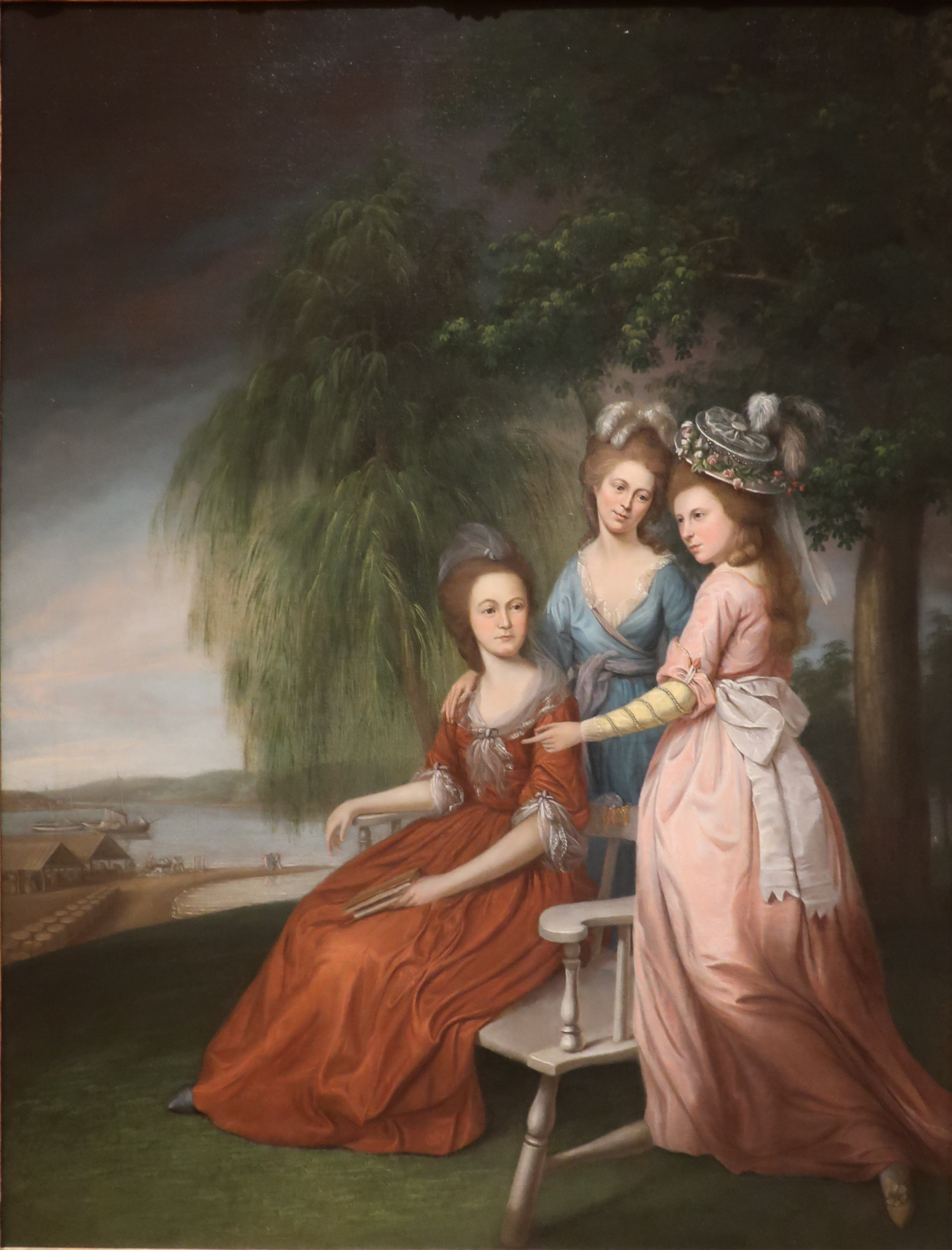
Rodzina Ramsaya-Polka w Carpenter’s Point, Cecil County, Maryland, 1793

### Pejzaż
Precyzyjnie przedstawione otoczenie na obrazie Artysta i jego rodzina zdradza zainteresowanie artysty malarstwem pejzażowym. Przed 1820 rokiem pejzaż był stosunkowo rzadkim tematem w amerykańskim malarstwie, pojawiając się głównie w portretach plenerowych. Ale James Peale namalował je już w 1788 roku, by sprzedawać je razem z obrazami brata na aukcji. Przyjęcie przy młynie ukazuje mistrzostwo artysty w przedstawieniu krajobrazu, w którym łączą się natura i kultura. Wykwitnie ubrana grupa na pierwszym planie z prawej strony wypoczywa w sąsiedztwie kwiatów i łabędzi nad wodą, podczas gdy widoczny w oddali młyn symbolizuje amerykański przemysł i dobrobyt.

### Martwa natura
James Peale był jednym z pierwszych malarzy amerykańskich, który poświęcił uwagę martwej naturze. XVIII-wieczni artyści amerykańscy studiowali martwe natury (kwiaty, książki i dokumenty), aby poprzez ich dodanie uatrakcyjnić malowane portrety. Również Charles Willson Peale na obrazie Rodzina Peale’ów (1771–73 i 1809, New-York Historical Society) umieścił martwą naturę z owoców, czyniąc z nich w ten sposób aluzję do płodności kobiet siedzących wokół stołu, a z łupin owocowych – kalambur odnośnie do nazwiska rodziny. W 1795 roku James Peale wystawił martwą naturę z owoców i 9 miniatur oraz portret rodziny na Columbianum, galerii sztuki akademickiej w Filadelfii. Jego bratanek, Raphaelle Peale skupił się na malowaniu martwych natur po roku 1810. Opracowując temat na wzór romantyczny, ukazywał w zmysłowy sposób owoce, wino, ciasta, ryby czy mięso. Martwe natury Jamesa Peale’a były natomiast przykładem klasycznego porządku i poczucia obfitości. Takie prace jak Martwa natura (1825, Worcester Art Museum zdradzają jego upodobanie do motywów owocowych, silnego światła skupionego na głównym temacie i ciemnego tła oraz kontrolowanego stosowania farb. Jego martwe natury pozostały ważnymi narzędziami dydaktycznymi w rodzinie Peale’ów, kopiowanymi przez dzieci i siostrzeńców długo po jego śmierci.

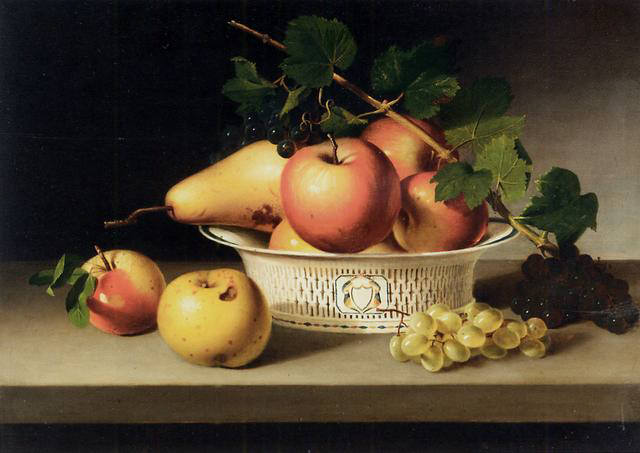
Jesienne owoce, ok. 1829
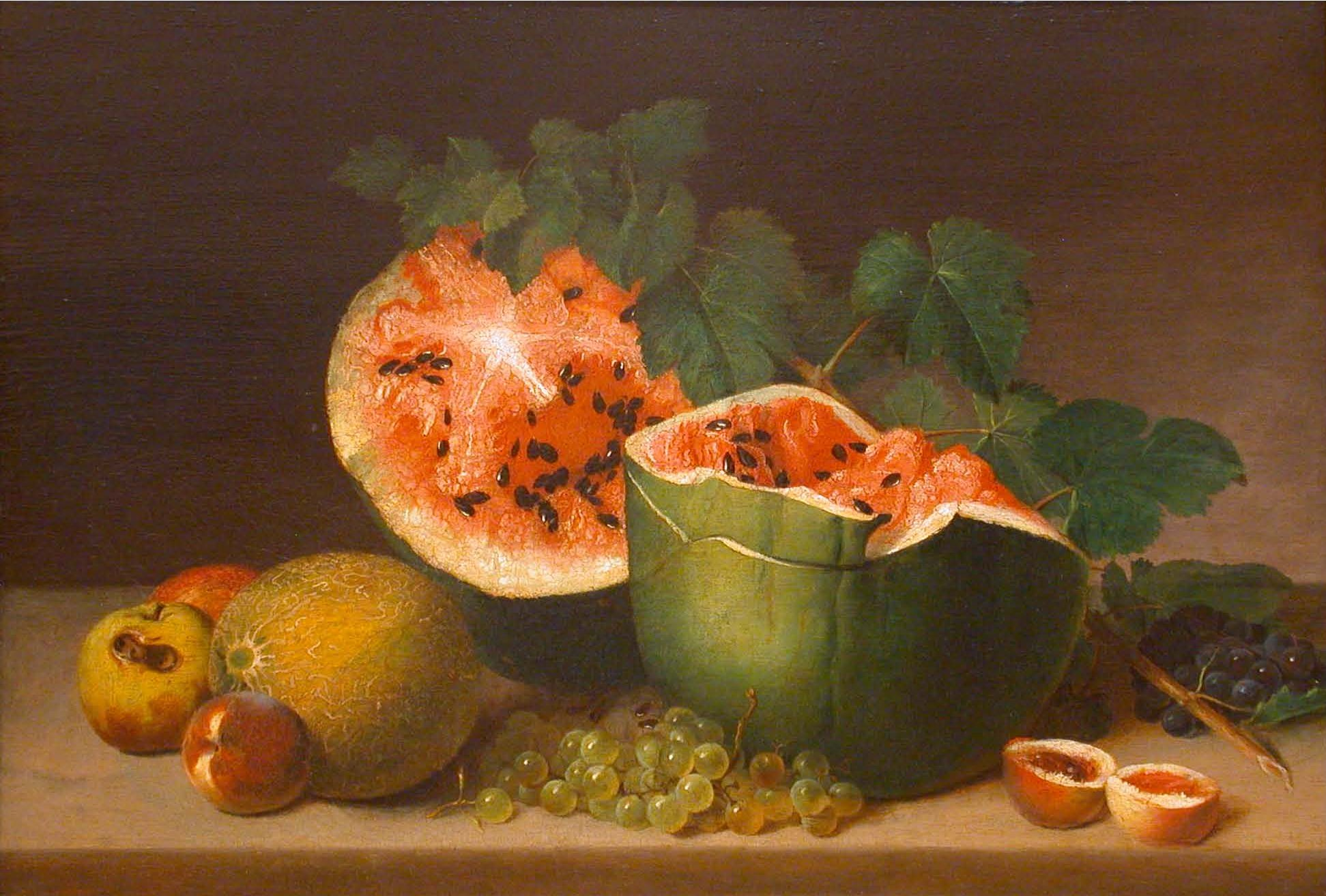
Martwa natura, ok. 1824, Honolulu Museum of Art
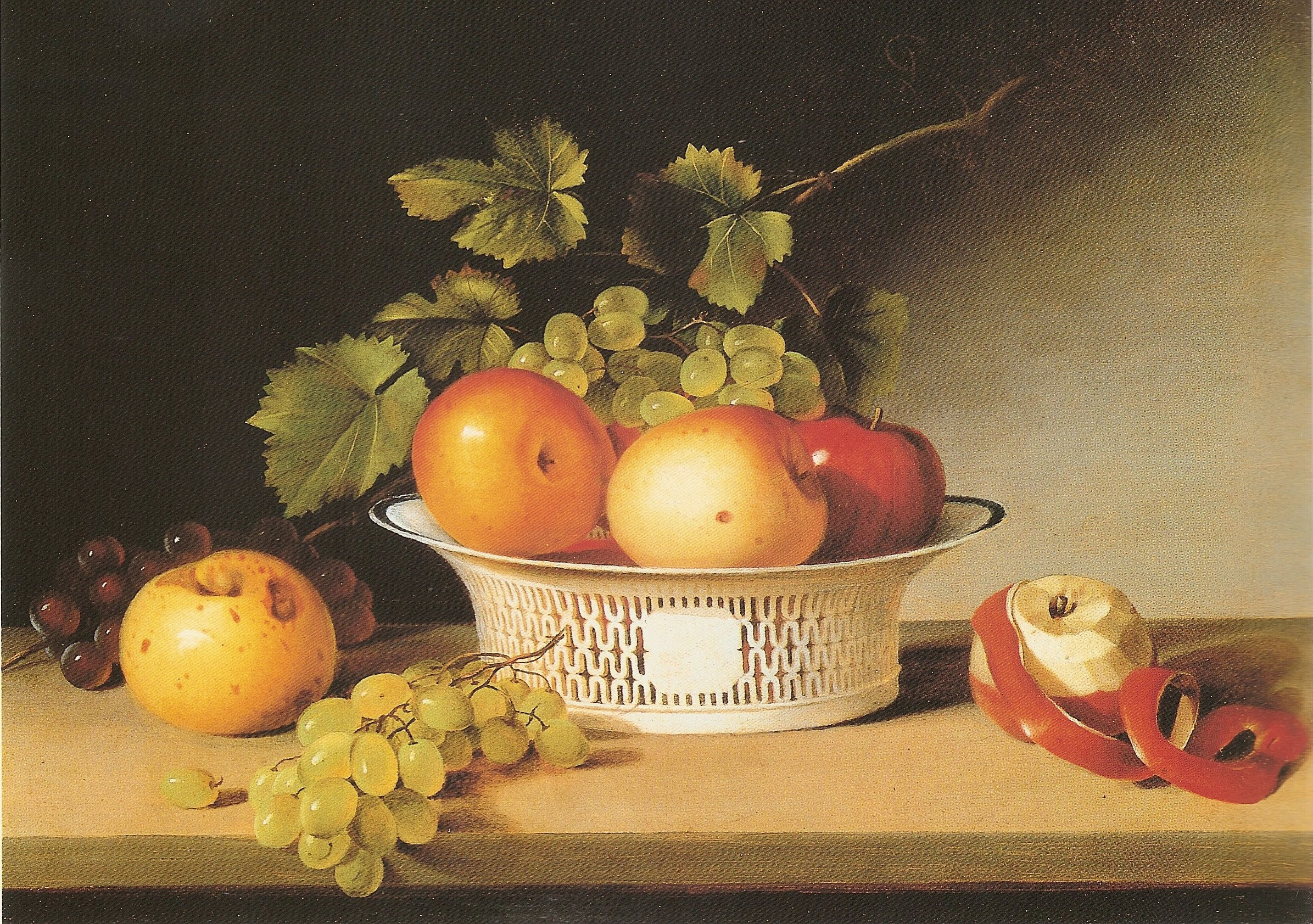
Jabłka i winogrona w ażurowym koszu, ok. 1820, kolekcja prywatna
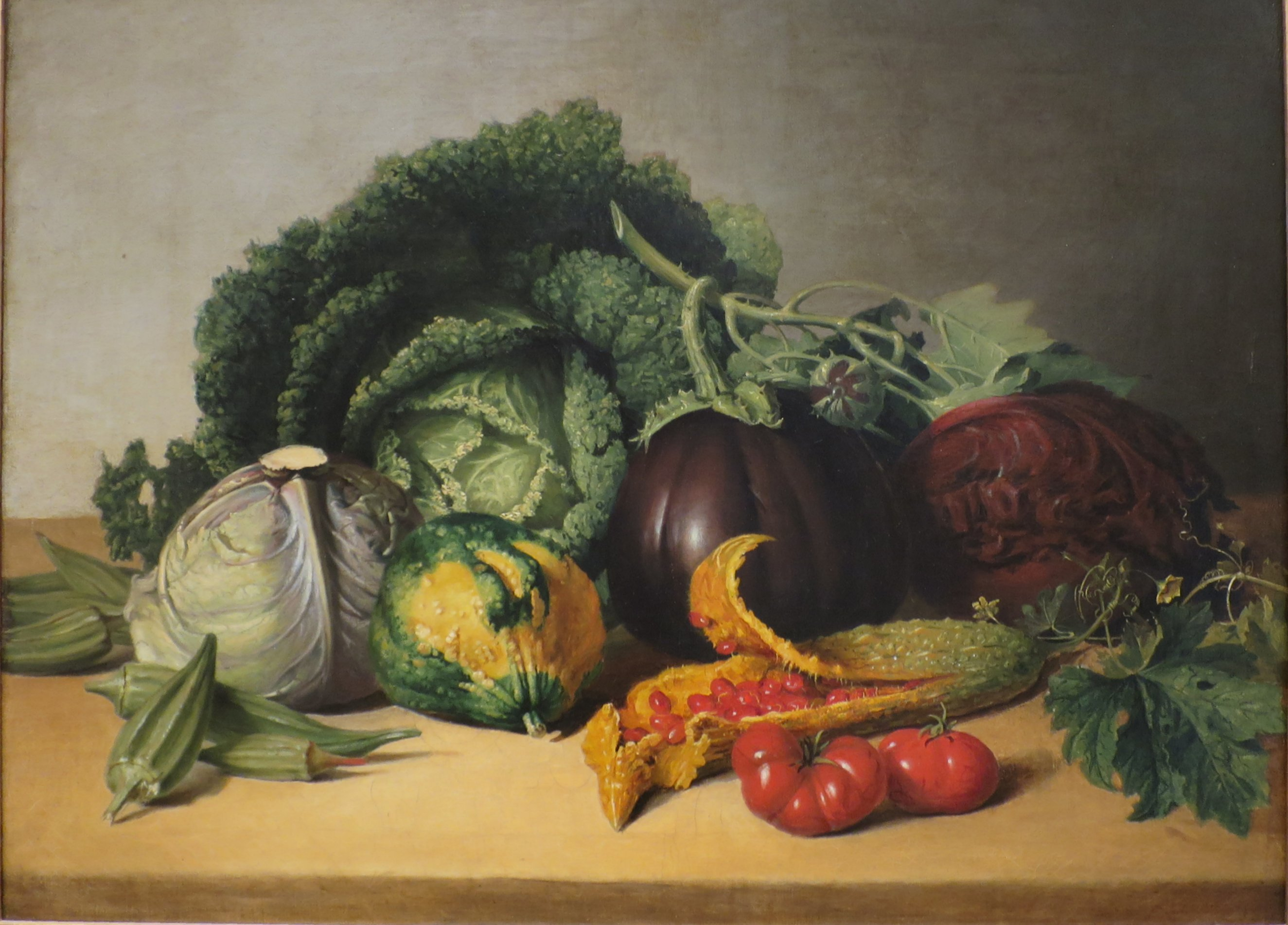
Kolczurka klapowana i warzywa, lata 20. XIX w. Metropolitan Museum of Art
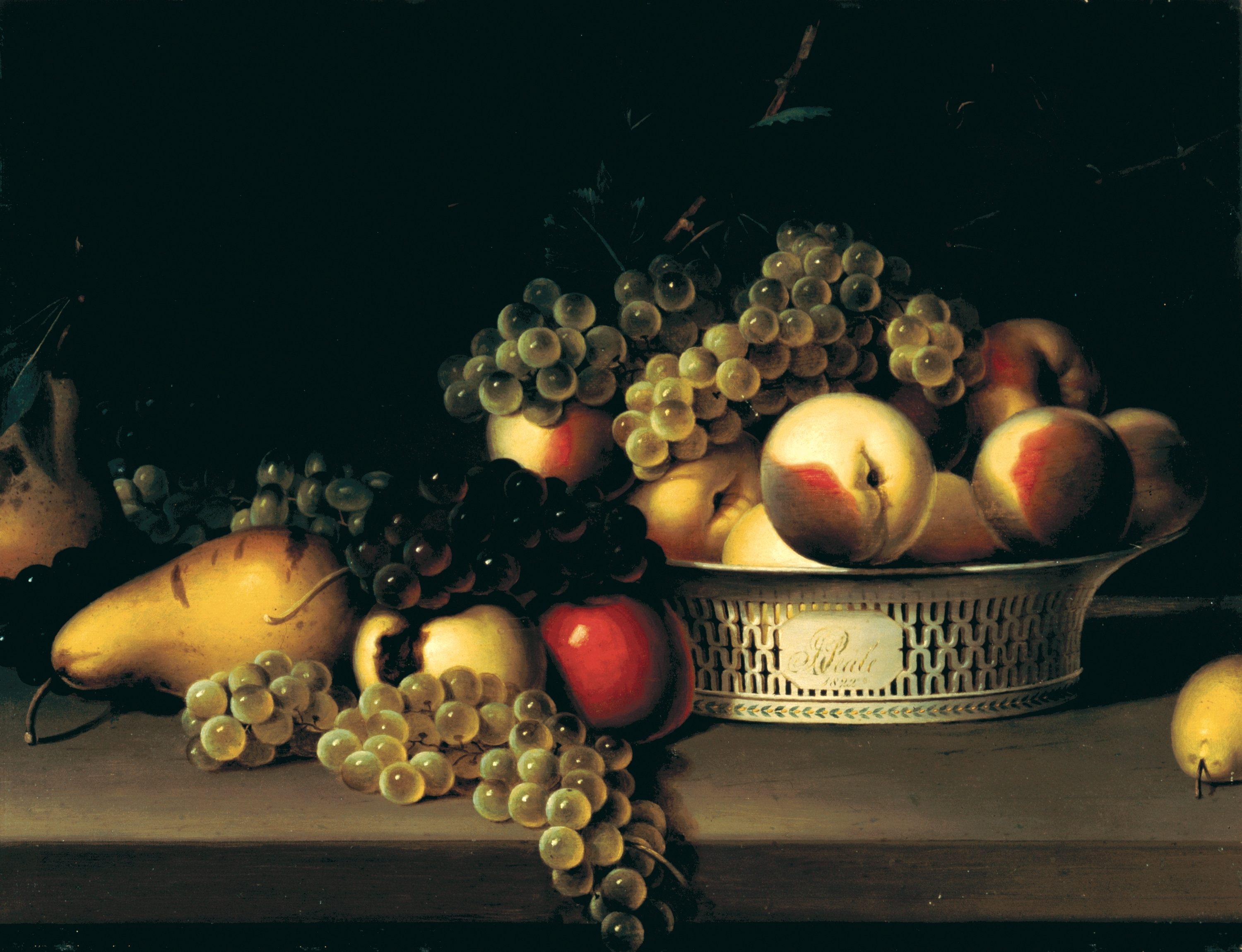
Owoce w chińskim koszu eksportowym, 1822, Biały Dom

### Spadkobiercy
Trzy córki Jamesa Peale’a były utalentowanych malarkami. Wszystkie malowały martwe natury; Anna (1798–1871) była poza tym miniaturzystką, Margaretta (1795–1882) malarką iluzjonistyczną, a Sarah (1800–1885) portrecistką.